# Ohlystraße 69
Das Haus Ohlystraße 69 ist ein Bauwerk im Darmstädter Paulusviertel.

## Geschichte und Beschreibung
Das dreigeschossige Mietshaus wurde im Jahre 1907 nach Plänen des Architekten Karl Klee erbaut.
Das Wohnhaus gehört stilistisch zum Jugendstil.
Der Architekt entwarf eine Villenfassade, um das Gebäude an den Baustil des Viertels anzupassen.
Bemerkenswerte Details sind die kleinteilig versprossten Fenster, die reich verzierten Gesimse, die mit Jugendstilmotiven bemalten Ortgangbretter und die im geometrischen Jugendstil gestalteten Gitter an Balkonen und der Einfriedung.
Das Dach ist mit Biberschwanzziegeln gedeckt.

## Denkmalschutz
Aus architektonischen, baukünstlerischen und stadtgeschichtlichen Gründen steht das Wohnhaus unter Denkmalschutz.